# Ángel Vallejo Miranda
Ángel Vallejo Miranda (Aranjuez, siglo XIX-París, 7 de septiembre de 1902), conde de Casa Miranda, fue un periodista, político, escritor y diplomático español.

## Biografía
Nacido en Aranjuez, completó su educación en el Real Seminario de Vergara. Más tarde se instaló en Madrid, donde colaboró en varios periódicos, como El Oriente (1850-1851) y El Observador (1852-1853). Ingresó en el ejército hacia 1852, aunque encontrándose en Puerto Rico pediría su retiro, contrayendo además matrimonio y dedicándose a los negocios. Regresó a Europa y tras dos años de residencia en París, marchó a La Habana a encargarse de la dirección de El Tiempo, periódico propiedad de Joaquín María Ruiz, para, una vez cancelado el diario, retornar a Madrid y entrar a formar parte de la redacción de La Reforma, colaborando también en La Iberia. En la capital española se ganó la confianza de Juan Prim. Volvió a París, donde colaboró en publicaciones como La France, La Liberté, L'Evénement, Le Figaro y Le Gaulois, siendo afín a la revolución de 1868 en su país natal, que destronó a la monarquía isabelina.
Fue agregado a la Comisión de Hacienda de España en la capital francesa y a la embajada de España en dicha ciudad. También ejerció como subsecretario de la Presidencia del Consejo de Ministros con Antonio Cánovas del Castillo, considerado por Eusebio Blasco «su gran protector».  Según Blasco, durante la guerra franco-prusiana habría sido apresado por los alemanes en su ejercicio de diplomático, mas logrado escapar y retornar a Francia. Obtuvo escaño de diputado a Cortes por la provincia de Puerto Rico en las elecciones de 1884, por el distrito de Utuado; de 1891, por Vega Baja; y de 1896, por Ponce.
También colaboró en El Mundo Español, El Imparcial, Los Debates, La Época, La Ilustración Española y Americana, Le Soir, El Bazar, Gacette de Paris, La Mediterranée, The European Review y, probablemente, en Diario de Reus. Su último trabajo, publicado en Le Gaulois, fue un estudio sobre la regencia de María Cristina de Habsburgo. Ostentó el título de conde de Casa Miranda, y usó, entre otros, pseudónimos como «Pico de la Mirandola». Casado en segundas nupcias con Cristina Nilson —había enviudado de la primera—, falleció en París el 7 de septiembre de 1902.